# 土屋寅直
土屋 寅直（つちや ともなお）は、常陸土浦藩の第10代藩主。

## 生涯
文政3年（1820年）2月24日、第9代藩主土屋彦直の長男として生まれる。天保8年（1837年）8月に従五位下・采女正に叙位・任官する。天保9年（1838年）12月7日、父が眼病を理由に隠居したため、家督を継いだ。
天保14年（1843年）に奏者番に任じられる。嘉永元年（1848年）7月23日に寺社奉行見習、10月18日に寺社奉行に任じられる。嘉永3年（1850年）9月1日に大坂城代に任じられた。安政5年（1858年）11月26日、大坂城代を退任する。元治元年（1864年）9月10日、奏者番兼寺社奉行に再び就任する。慶応4年（1868年）3月1日、奏者番兼寺社奉行を退任する。
水戸藩の徳川斉昭の従弟に当たることから、安政5年（1858年）の大坂・兵庫開港に反対している。また、水戸藩で天狗党の乱が起こったときにも、その鎮圧には消極的な立場に終始するなど、佐幕派と討幕派の間で苦慮した行動が目立った。藩政では藩財政再建のために倹約令を出し、家臣の知行借上や特産物の専売化を行なっている。また、人材登用や郡制改革、学問の奨励など、斉昭に倣った藩政改革を行なっている。
慶応4年（1868年）3月1日、新政府の命令で謹慎する。後に新政府に恭順して江戸城警備を務めた。5月6日、養子の挙直（徳川斉昭の十七男）に家督を譲って隠居した。明治28年（1895年）に死去、享年76。

## 系譜
父母
- 土屋彦直（父）
- 充子 ー 土屋寛直の養女、土屋英直の娘（母）

正室
- 竹子 ー 有馬頼徳の娘

子女
- 土屋多仁丸
- 土屋質直
- 土屋養直
- 青山忠誠正室

養子
- 土屋挙直 ー 徳川斉昭の十七男

## 栄典
- 1895年（明治28年）11月29日 - 正三位[1]